# Sven Kockelmann
Sven Kockelmann (Soest, 26 december 1969) is een Nederlands journalist en radio- en televisiepresentator.
Na het vwo studeerde Kockelmann aan de School voor Journalistiek te Utrecht. Deze opleiding rondde hij in 1992 af. In zijn vrije tijd was hij sportverslaggever bij de lokale omroep in Maarssen.
Hij startte zijn journalistieke carrière als redacteur bij de VARA. Na korte tijd stapte hij over naar de IKON, waar hij het informatieve programma Kenmerk presenteerde. Vrij snel – in 1993 – maakte Kockelmann de overstap naar de KRO. Hij ging daar aan de slag als redacteur en verslaggever voor de actualiteitenrubrieken Reporter en Brandpunt. Brandpunt was een voorloper van het actualiteitenprogramma Netwerk.
In 1999 werd Kockelmann ook presentator van Netwerk. In 2006 presenteerde hij samen met Herman Heinsbroek bij de KRO het politieke debatprogramma Recht door Zee.
Vanaf 2006 presenteerde Kockelmann afwisselend met Mirella van Markus het ontbijtprogramma Goedemorgen Nederland op Nederland 1 en vanaf 2009 vier dagen in de week tot het programma in juni 2010 ophield te bestaan. Kockelmann presenteerde tot eind 2013 nog wel het radioprogramma met dezelfde naam. Van 2007 tot 2010 maakte hij ook interviews voor Het Gesprek.
In september 2010 werd Kockelmann een van de vier verslaggevers van het heropgerichte KRO-programma Brandpunt, met Wouter Kurpershoek, Fons de Poel en Aart Zeeman. Daarnaast presenteerde hij het KRO-praatprogramma Oog in oog, waarbij hij een half uur met één gast uit de actualiteit in gesprek was. Vanaf 27 januari 2014 presenteerde hij voor de KRO-NCRV het programma Eén op één beurtelings met Eva Jinek op Nederland 2. Al op 15 mei 2014 bleek dat Eén op één alweer van de buis zou worden gehaald en Oog in oog terug zou keren.
Sedert 2 januari 2018 presenteert Kockelmann op werkdagen van 11:30 tot 12:00 uur op Radio 1 het interviewprogramma 1 op 1. Hij spreekt daarin met een gast uit de actualiteit. Tijdens iedere uitzending belde volkszanger Dries Roelvink in met een column. Sinds zijn overstap naar Omroep WNL heet dit radioprogramma Sven op 1.
Tussen 17 januari en 4 april 2021 presenteerde Kockelmann namens de KRO-NCRV op zondagavond het praatprogramma Op1, samen met Talitha Muusse. In oktober 2021 werd bekend dat Kockelmann in december zou overstappen naar Omroep WNL om onder meer een van de vaste presentatoren van Op1 te worden. Sinds 13 december 2021 presenteert hij samen met Fidan Ekiz het programma voor WNL, aanvankelijk op vrijdag en sinds 20 december 2021 op donderdag. Sinds 2024 presenteert Kockelmann de "Politieke vrijdag", na het verdwijnen van Op1 onder de titel Café Kockelmann.   
Kockelmann is getrouwd, heeft twee kinderen uit een eerder huwelijk en is neef van acteur Louis Kockelmann.
- International Standard Name Identifier: 0000 0003 9281 8514
- Nederlandse Thesaurus van Auteursnamen: 185454917
- Virtual International Authority File: 286922869